# دروازه‌های تبریز

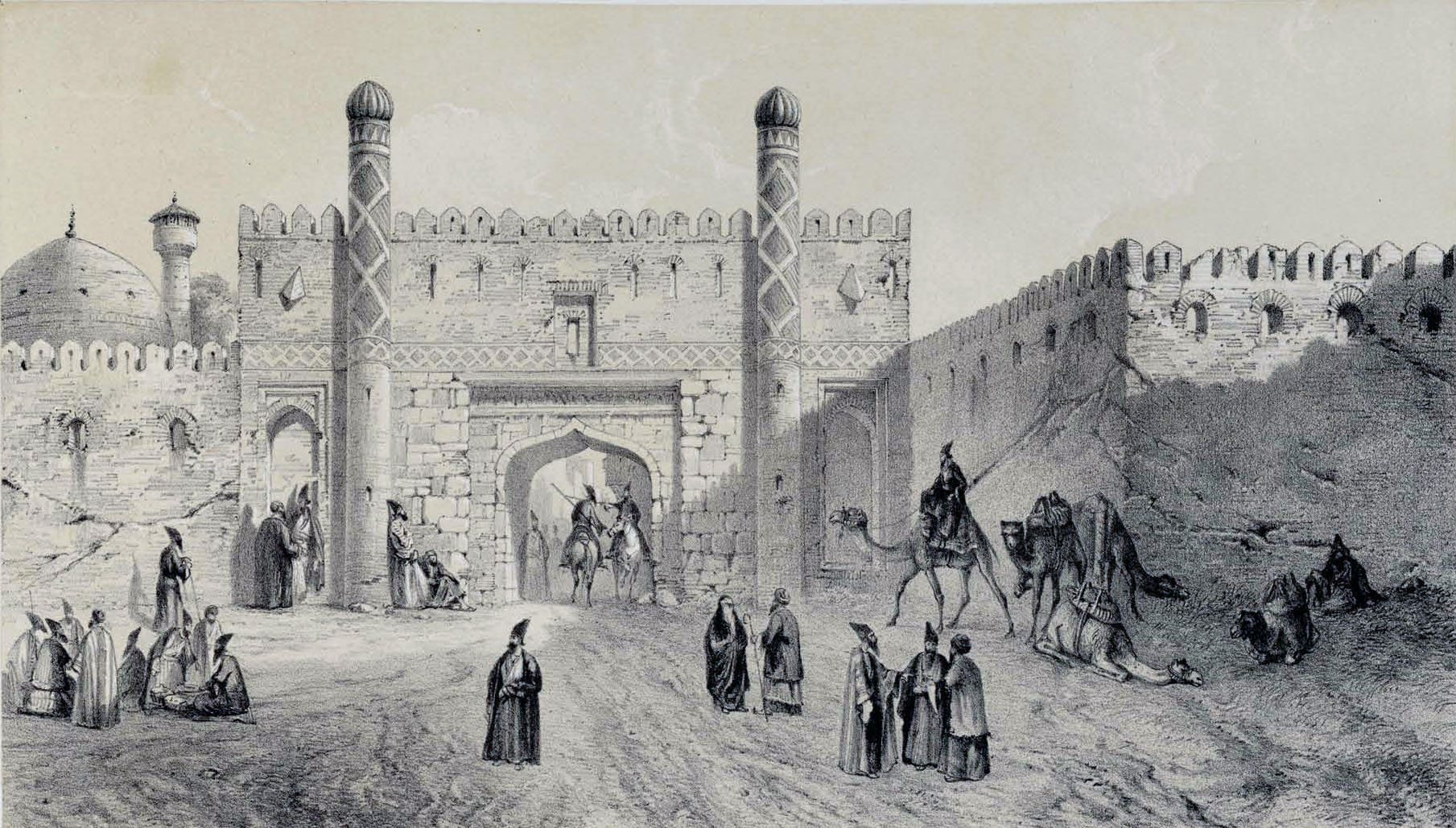
یکی از دروازه‌های تبریز قدیم، ۱۸۴۱ م.

دروازه‌های تاریخی تبریز، به دروازه‌های هشتگانه‌ای گفته می‌شود که در گذشته به منظور حفظ امنیت شهر و کنترل ورود و خروج به شهر تبریز ایجاد شده بودند. به گفته محققان، بیش از ۲۴۰۰ سال پیش، تبریز توسط هشت دروازه و حصار و باروهایی حفاظت می‌شد و همسایگان خارجی و تاجران و مسافران با عبور از این هشت در تبریز ارتباط برقرار می‌کردند. اسناد تاریخی گاه از ۸ و گاه از ۹ دروازه در تبریز سخن گفته‌اند که عبارتند از:
1. دروازه سورخاب
2. دروازه باغمیشه
3. دروازه خیاوان
4. دروازه نوبر
5. دروازه میارمیار
6. دروازه گجیل
7. دروازه درب استانبول
8. دروازه دوه‌چی
9. دروازه ویجوجه.[۲]

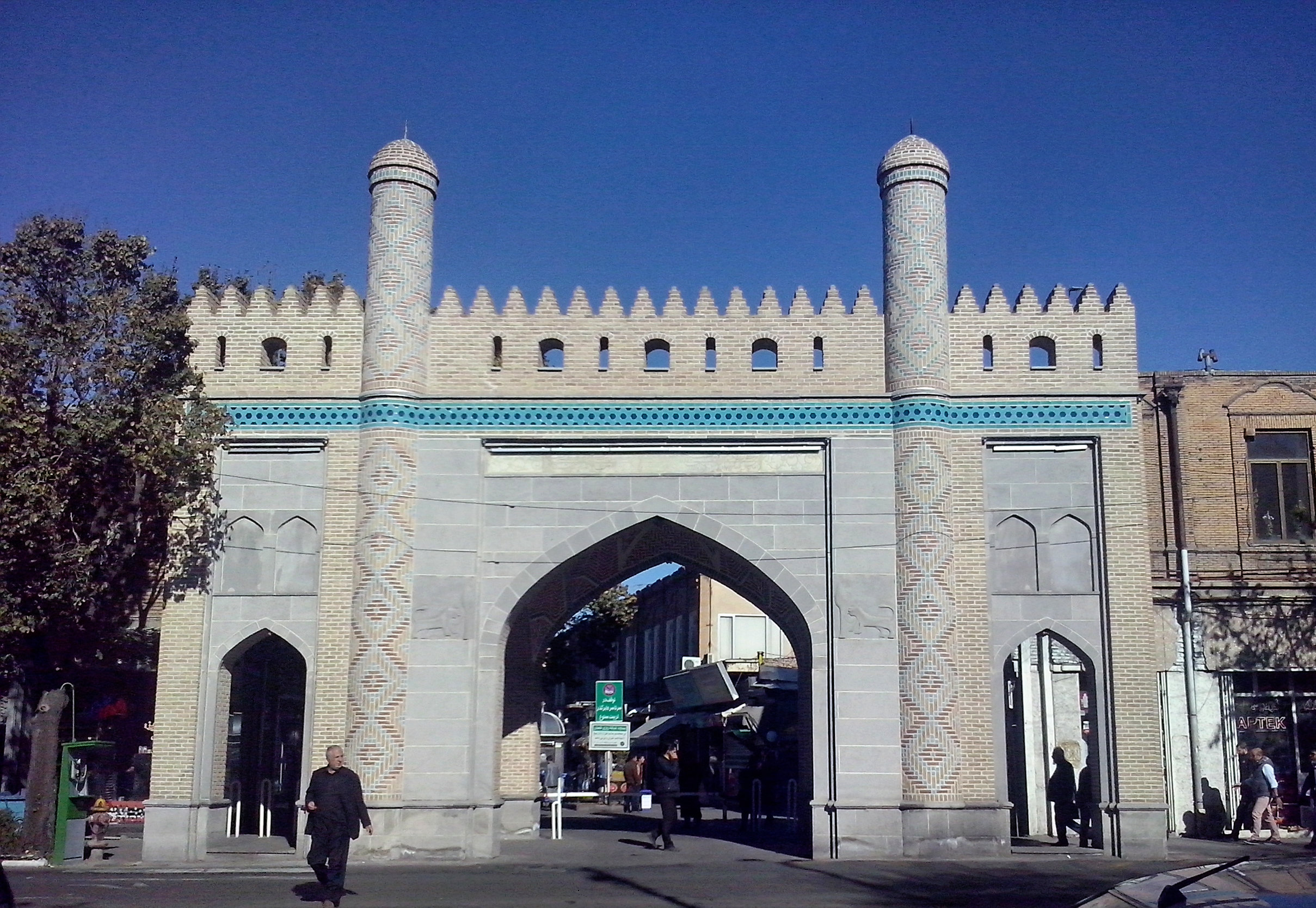
درب بازسازی‌شده نوبر، واقع در ورودی خیابان تربیت.

اکنون از دروازه‌های هشتگانه تبریز به جز «درب خیابان» و یک لنگه از «درب باغمیشه»، اثری از دروازه‌ای دیگر شهر باقی نمانده است. در حال حاضر تعدادی از این دروازه‌های تاریخی، در حال احیاء و بازسازی است.

## پیشینه
به گفته بهروز خاماچی، در گذشته حفظ امنیت و آرامش شهر تبریز ایجاب می‌کرد، باروهایی در اطراف شهر و دروازه‌هایی با فاصله‌های مناسب در مرکز شهر تعبیه شود تا مردم به سهولت از امکانات شهری بهره‌مند شوند. در آن زمان شهربانی تبریز پشت تیمچه کره‌نی‌خانه (یکی از تیمچه‌های معروف بازار بزرگ تبریز) واقع شده بود و عصرها به هنگام اذان مغرب، دروازه‌ها با صدای کره‌نی که نوعی عمل اطلاع‌رسانی را انجام می‌داد بسته می‌شد و صبح‌ها به هنگام اذان صبح و باز با شنیدن صدای کره‌نی شروع به کار می‌کرد و تردد دوباره به داخل شهر آغاز می‌شد.
در اواخر حکومت کریم خان زند پس از زلزله‌ای که در تبریز روی داد، بیشترین قسمت شهر ویران گشت. در این زمان خاندان دُنبلی بر تبریز حکومت داشتند. نجفقلی خان دنبلی که بیگلربیگی تبریز بود در سال ۱۱۹۴ هجری، حصاری استوار بر گرد شهر کشید و هشت دروازه یا درب بر حصار تبریز نهاد و هر یک را جز «دروازهٔ استانبول» به اسم محله‌ای نامید که عبارتند از:
1. «درب خیابان»، راه عراق عجم (استان مرکزی) و اصفهان به سوی شرق،
2. «درب باغمیشه» که آن را درب اعلی می‌گفتند به سوی شمال شرق،
3. «درب شتربان» به سوی شمال،
4. «درب سرخاب» به سوی شمال شرقی،
5. «درب استانبول» به سوی شمال غربی،
6. «درب سرد» (سردرود) به سوی مغرب که آن را «درب گجیل» نیز می‌گویند،
7. «درب مهادمهین» به سوی جنوب غربی (قالاقاپیسی)،
8. «درب نوبر» به سوی جنوب.

بر طرفین هر دروازه دو مناره بلند از کاشی بنا کرده و در برج‌های آن نیز کتیبه‌هایی از کاشی بود و بالای سر درب هر دروازه بر صفحه‌ای از سنگ رخام این اشعار نوشته شده بود که مصرع آخرین، ماده تاریخ اتمام دروازه‌هاست و آن ابیات این است:
| زهی اساس مشیّد که باد تا به ابد    |  | ز حادثات زمان در امان سبحانی    |
| ز برج و باره این در تحیّر است سپهر |  | که شد به پا ز عنایات خان خاقانی |
| خدیو ملک عدالت نجفقلی خان آنک     |  | مفوّض بر او رونق جهانبانی        |
| که در نگارش این قلعه در زمان قلیل |  | نمود همت وی معجز سلیمانی        |
| نشان ز سد سکندر چو داد تاریخش     |  | خرد به گفت حصار سکندر ثانی      |

پس از اتمام ساخت قلعهٔ شهر نجفقلی خان در گذشت و فرزندش خداداد خان از جانب احمدخان دنبلی به منصب بیگلربیگی دست یافت و خندق شهر را حفر کرد. از آن به بعد محوطهٔ داخل حصار را «قلعه تبریز» یا «قلعه» می‌گفتند.
از سال ۴۲۴ هجری قمری نزدیک به هزار سال پیش، شهر تبریز در داخل باروئی قرار گرفته بود و شهر همیشه حالت قلعه‌ای داشت و حتی عقیده مورخان چنین است که نام «تاوری» یا «تاروئی» یا تبریز اولیه در زمان سارگن دوم پادشاه آشور در ۷۱۴ قبل از میلاد، به شهری گفته می‌شد که در داخل قلعه‌های تو در تو قرار داشت.
محمدرضا طباطبائی در کتاب تاریخ «اولاد اطهار» می‌نویسد که نجفقلی خان دنبلی پس از زمستانی که آن زلزله مهیب در تبریز اتفاق افتاد، ساخت قلعه تبریز را آغاز کرد و در عرض دو سال، دیوار وسیع‌الفضا مشتمل بر درب و دروازه (هشت دروازه) و بروج مشیّده را به اتمام رسانید و مجموع اهالی آن شهر ویران شده را در میان آن قلعه جای و عمارت و خانه داد.
طباطبائی در تاریخ اولاد اطهار می‌نویسد که در زلزله‌های سال ۱۱۹۳ قمری اثری از آثار عمارت‌های عالیه و ابنیه مستحکم بر روی زمین تبریز باقی نماند و از آن قصور بی قرین مانند قصرشیرین جز اسمی و چون طاق کسری از آن غیر از افسانه و رسمی چیزی باقی نماند، مانند گنبد شام غازان، رشیدیه، دمشقیه، علائیه، لولوئیه، مرجانیه، مظفریه، مقصودیه، نصیریه، جلالیه، اسکندریه، سلیمانیه و عمارت شیخ اویسی، کاخ هشت بهشت، تکیه حیدر و سید مفتول بند، مسجد جامع و مدارسی بزرگ، طاق مسجد علیشاه، مسجد کبود جهانشاه، مسجد استاد شاگرد، مسجد حسن پادشاه و غیره. در این زلزله بالمره از سطح زمین نیست و نابود گردید و صد هزار نفر در زیر خاک ماندند و تا بیست فرسخ از توابع و نواحی آن خراب گشت.»
طبق گفته حمدالله مستوفی، دور باروی تبریز پیش از غازان خان ایلخانی در دورهٔ روادیان، شش هزار گام بوده و ۱۰ دروازه به شرح زیر داشته است:
1. ری
2. قلعه
3. سنجاران
4. طاق
5. درب جو (دروب جو)
6. سرد
7. دستی شاه
8. نارمیان
9. نوبر
10. موکله (هوکله)[۶]

به قول صاحب تاریخ وصاف، غازان خان در سال ۷۰۲ هجری قمری، قلعهٔ تبریز را تعمیر کرده، بارو و دیواری به طول ۵۴ هزار گام که قریب پنج فرسنگ (۳۰ کیلومتر) بود برآورد. اساس آن دیوار را چنان ریختند که بر چرنداب و سرخاب و ولیانکوه (بیلانکی) و همه بستان‌ها و باغ‌ها محیط باشد و پنج دروازه در اطراف آن باز کرد و هر یک به سمت ملکی و مملکتی چون بغداد، عراق (اراک -استان مرکزی)، خراسان، ارّان (قفقاز و آذربایجان شمالی)، ری و هشت دروازه کوچک دیگر ما بین آن‌ها تا خروج و دخول آسان‌تر باشد و فرمان شد که هر کسی خواهد می‌تواند داخل دایره بارو، خانه بسازد یا باغ و بستان غرس کند.
حدود شهر تبریز بنا به وصفی که در تاریخ وصاف و نزهةالقلوب آمده در عصر غازان خان از طرف مشرق بیلانکوه (بیلانکی = ولیانکوه) و باغمیشه، از طرف شمال سرخاب و سنجاران، از طرف جنوب چرنداب و از طرف جنوب غربی گزران (گازران) و از طرف مغرب محله کوچه باغ در داخل باروی شهر بوده است.
نام دروازه‌ها در دو کتاب «تاریخ وصاف» و «نزهةالقلوب» به این شرح آمده است: ۱- بغداد، ۲- عراق، ۳-خراسان، ۴- ارّان (قفقاز)، ۵- روم.
حمدالله مستوفی نام آنها را بدین قرار آورده است: ۱- اوجان، ۲- اهر، ۳- شیروان، ۴- سردرود، ۵- شام، ۶-سراو (سراب).